# ブランドン・ラウス
ブランドン・ジェームズ・ラウス（Brandon James Routh, 1979年10月9日 - ）は、アメリカの俳優。アイオワ州出身。身長190cm。

## 略歴
4人兄弟の3番目に生まれる。父親は大工、母親は教師であった。アイオワ大学在学中からモデル等をして学費を稼いでいたが、俳優を志して中退、ロサンゼルスに移る。この頃、クリスティーナ・アギレラの "What a Girl Wants" のPVにエキストラで出演している。
1999年、ドラマ "Odd Man Out" へ出演のチャンスを掴む。また、2001年から2002年までソープオペラ "One Life to Live" に出演。しかしこの間にもハリウッドのボウリング場でバーテンダーとして働いていたという。
その後、2006年の『スーパーマン リターンズ』の主役に抜擢され、世界的に有名になった。興行的な成功はおさめたものの配給会社の予想売り上げに達しなかったため、予定されていた続編は白紙化され、2009年にワーナーとの契約も終了となった。
『スーパーマン』後はテレビシリーズ『CHUCK/チャック』や、アメコミの映画化『スコット・ピルグリムVS.邪悪な元カレ軍団』などに出演している。

### 私生活
2007年11月に女優のコートニー・フォードと結婚した。2012年8月に男児が誕生している。
ジェイソン・モモアとは高校の同級生で、学生時代は同じサッカーチームに所属していた。

## 主な出演作品

### 映画
| 公開年 | 題名                                                                | 役名                            | 備考         | 日本語吹替   |
| ------ | ------------------------------------------------------------------- | ------------------------------- | ------------ | ------------ |
| 2006   | スーパーマン リターンズ Superman Returns                            | クラーク・ケント / スーパーマン |              | 東地宏樹     |
| 2008   | 恋するポルノ・グラフィティ Zack and Miri Make A Porno               | ボビー                          | 須藤翔       |              |
| 2009   | スタローン in ハリウッド・トラブル Kambakkht Ishq                   | 本人                            | カメオ出演   | (吹替版なし) |
| 2010   | 4デイズ Unthinkable                                                 | D.J.ジャクソンFBI捜査官         |              | 清水秀光     |
| 2010   | スコット・ピルグリムVS.邪悪な元カレ軍団 Scott Pilgrim vs. the World | トッド・イングラム              | 松田健一郎   |              |
| 2010   | ディラン・ドッグ デッド・オブ・ナイト Dylan Dog: Dead of Night      | ディラン・ドッグ                | (吹替版なし) |              |
| 2012   | グローリー・ショット 〜栄光への軌跡〜 Crooked Arrows                | ジョー・ローガン                | (吹替版なし) |              |
| 2014   | Missing William                                                     | James Anderson                  | (吹替版なし) |              |
| 2015   | 400デイズ 400 Days                                                  | Theo                            | (吹替版なし) |              |
| 2016   | フライトSOS ロスト・イン・ザ・パシフィック Lost in the Pacific      | Mike                            | (吹替版なし) |              |
| 2020   | Anastasia: Once Upon a Time                                         | ニコライ2世 (ロシア皇帝)        | (吹替版なし) |              |
| 2024   | Ick                                                                 | Hank Wallace                    | (吹替版なし) |              |

### テレビシリーズ
| 放映年    | 題名                                                        | 役名                                                              | 備考                             | 日本語吹替 |
| --------- | ----------------------------------------------------------- | ----------------------------------------------------------------- | -------------------------------- | ---------- |
| 2001      | ギルモア・ガールズ Gilmore Girls                            | ジェス                                                            | エピソードConcert Interruptus    |            |
| 2003      | コールドケース 迷宮事件簿 Cold Case                         | ヘンリー・フィリップ（1964）                                      | エピソードA Time to Hate         |            |
| 2004      | ウィル&グレイス Will & Grace                                | セバスチャン                                                      | エピソードA Gay/December Romance |            |
| 2010-2011 | CHUCK/チャック CHUCK                                        | ダニエル・ショウ                                                  | 12エピソード                     | 花輪英司   |
| 2013-2014 | チョーズン: 選択の行方 Chosen                               | マックス・グレゴリー                                              | 6エピソード                      |            |
| 2014      | B級軍人ブラザーズ Enlisted                                  | ブランドン・ストーン                                              | 2エピソード                      |            |
| 2014-     | ARROW/アロー Arrow                                          | レイ・パーマー / アトム アース96のクラーク・ケント / スーパーマン | 20エピソード                     | 杉田智和   |
| 2015-     | THE FLASH/フラッシュ The Flash                              | レイ・パーマー / アトム アース96のクラーク・ケント / スーパーマン | 2エピソード                      | 杉田智和   |
| 2016-     | レジェンド・オブ・トゥモロー Legends of Tomorrow            | レイ・パーマー / アトム アース96のクラーク・ケント / スーパーマン |                                  | 杉田智和   |
| 2023      | スコット・ピルグリム テイクス・オフ Scott Pirglim Takes Off | トッド・イングラム                                                | 声の出演                         | 羽多野渉   |

### テレビアニメ
- ザ・バットマン The Batman (2006) ※声の出演

### ゲーム
- スーパーマン リターンズ Superman Returns (2006) ※声の出演
- コール オブ デューティ ゴースト Call of Duty: Ghosts (2013) ※声の出演